# Pilná

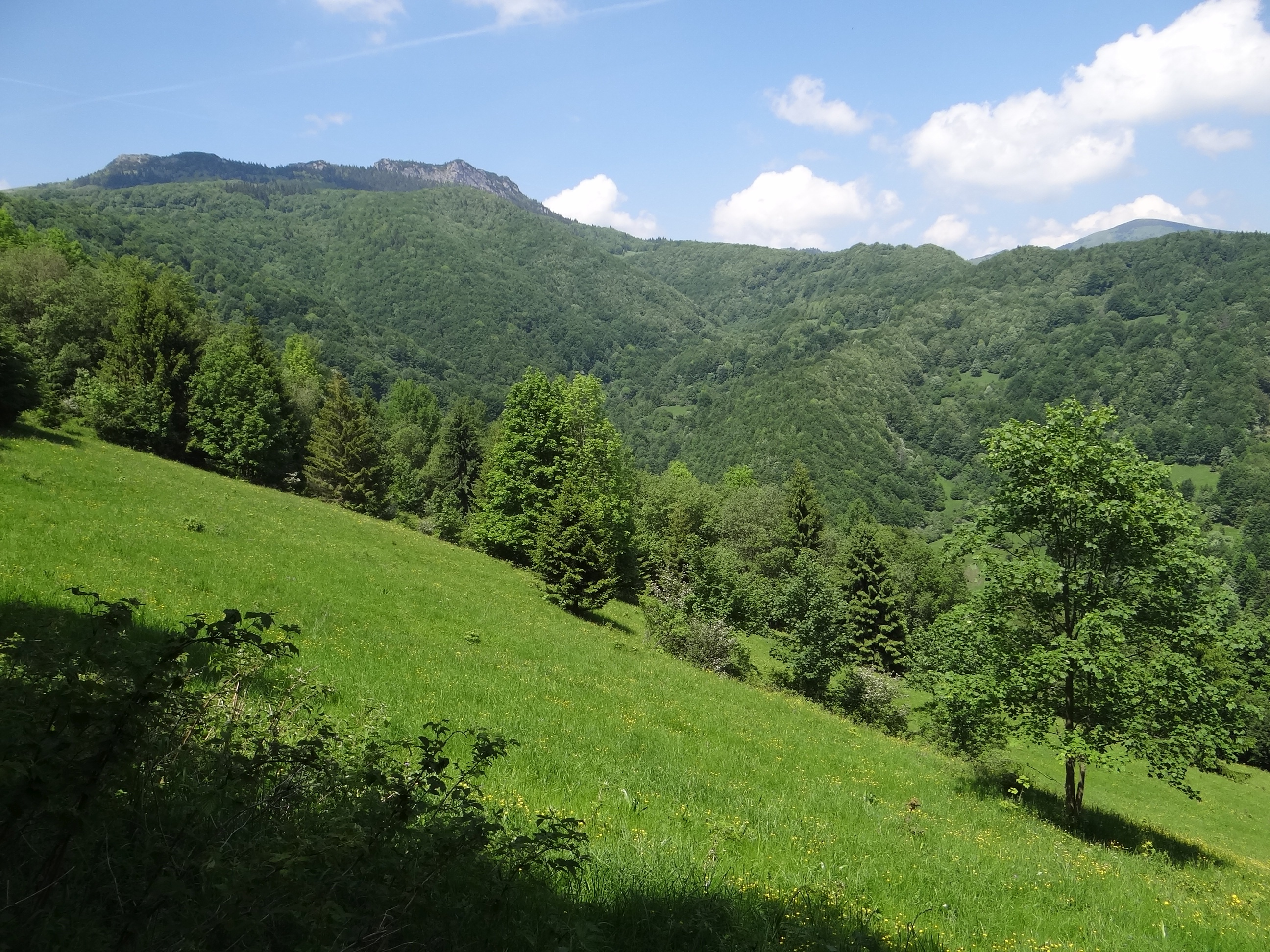
Górna część doliny Pilná

Pilná – dolina w Wielkiej Fatrze na Słowacji. Jest orograficznie lewym odgałęzieniem Revúckiej doliny (Revúcka dolina). Ma wylot na wysokości około 740 m w górnej części miejscowości Liptovské Revúce. Górą podchodzi pod Sedlo Ploskej (1390 m). Jej orograficznie lewe zbocza tworzy odbiegający na południe od szczytu Ploská (1532 m) grzbiet zwany Magurami, prawe południowy grzbiet szczytu Čierny kameň (1479 m).
Orograficznie lewe zbocza doliny tworzy opadający spod Čiernego kamenia grzbiet ze szczytem Straž, prawe opadający spod Ploski grzbiet z wzniesieniem Magury. Dolina jest w większości porośnięta lasem, ale spora część jej dolnych zboczy jest trawiasta. Znajduje się w obrębie Parku Narodowego Wielka Fatra. Dnem doliny spływa niewielki potok. Doliną nie prowadzi nią żaden szlak turystyczny. W dolnej jej części, nieco powyżej zabudowań wsi Liptovské Revúce wznosi się wapienna skała.

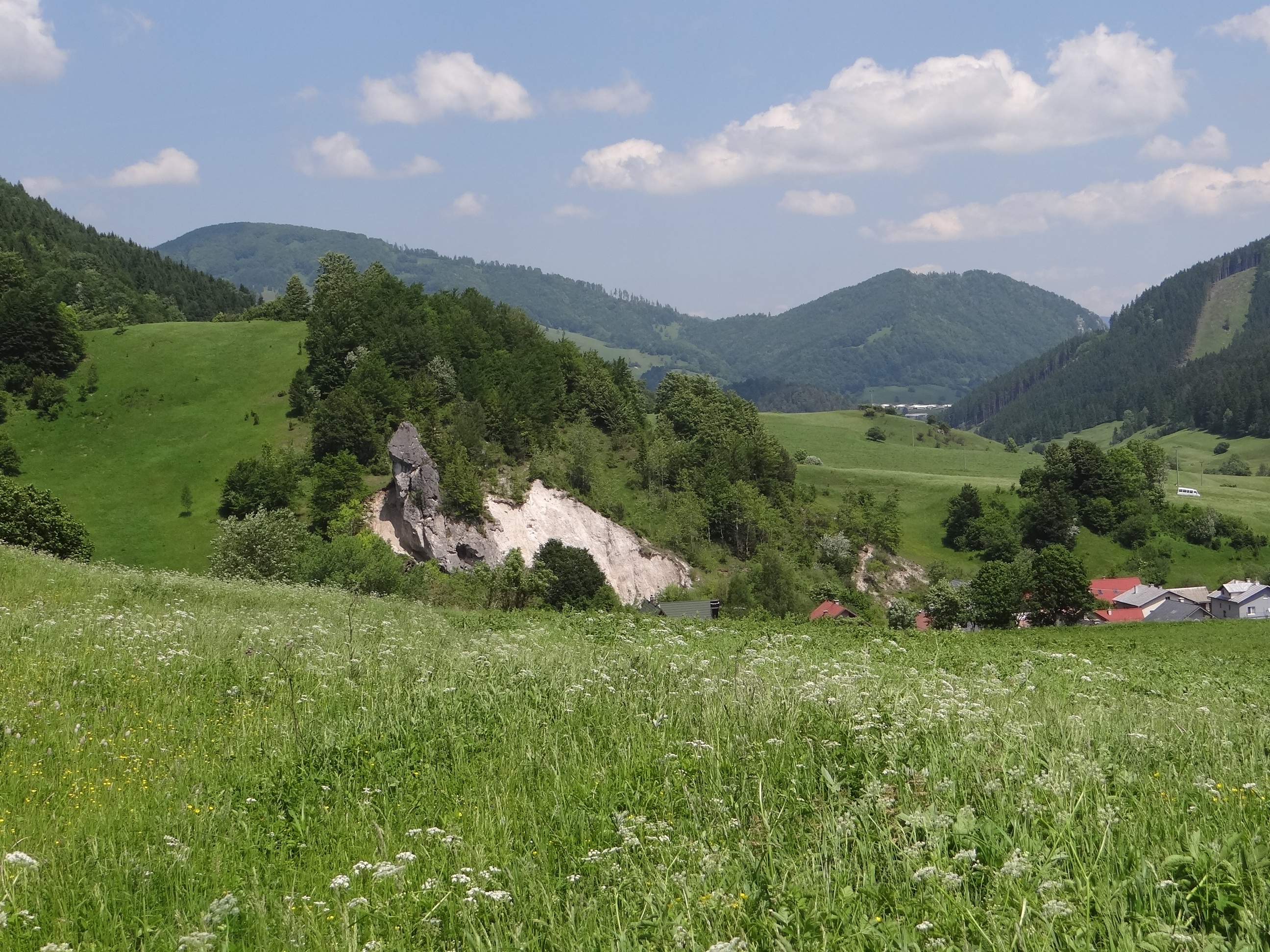
Dolna część doliny